# China RoHS
China RoHS, ist die umgangssprachlich verwendete Bezeichnung für mehrere Umweltschutzgesetze der Volksrepublik China.
Das Gesetz SJ/T 11363-2006 (China RoHS 1) ist seit dem 1. März 2007 in Kraft. Ähnlich wie bei der EU-Richtlinie RoHS ist beabsichtigt, die Verbreitung bestimmter giftiger Stoffe in elektronischen Produkten einzuschränken, damit diese nur noch in geringerem Umfang in die Umwelt gelangen.
Am direktesten vergleichbar ist die SJ/T 11363-2006 (China RoHS) der Volksrepublik China mit der 2002/95/EG (RoHS 1) und deren aktueller Version 2011/65/EU, (RoHS 2).
China hat das Gesetz bisher ausschließlich in Hochchinesisch zur Verfügung gestellt. Eine offizielle Übersetzung in das Englische wird von den chinesischen Behörden kostenpflichtig zur Verfügung gestellt.
Inoffizielle englische Übersetzungen sind im Internet bei mehreren Distributoren elektronischer Bauelemente kostenlos erhältlich.
Ein Teil der Informationsanbieter (Verbände) macht die Informationen nur für deren Mitglieder zugänglich.
Am 21. Januar 2016 wurde vom chinesischen Ministerium für Industrie und Informationstechnik (MIIT), das im März 2008 aus dem Ministerium für Informationsindustrie hervorgegangen war, die sogenannte China RoHS 2 veröffentlicht. Sie ist sehr nahe angelehnt an die Europäische RoHS 2 von 2011. Einen Überblick vermittelt die englische Webseite von ChemSafetyPRO.

## Geltungsbereich der SJ/T 11363-2006 (China RoHS)
Die SJ/T 11363-2006 (China RoHS) gilt für elektronische Geräte und deren Verpackungen, die ab dem 1. März 2007 in China in den Verkehr gebracht werden.
Für Geräte und Verpackungen, die in China weiter verarbeitet und nachher wieder exportiert werden oder nur durch China transportiert werden, ist die SJ/T 11363-2006 (China RoHS) nicht anwendbar.

## Konformitätserklärung zur SJ/T 11363-2006 (China RoHS)
- Die China RoHS Zertifikate müssen in Hochchinesisch (Mandarin) erstellt werden, sofern die genannten Stoffe enthalten sind. Sinnvoll, aber nicht gefordert ist es, diese Zertifikate zweisprachig auszuführen. Dieses hat den Vorteil, dass man ohne Chinesischkenntnisse eher abschätzen kann, was eigentlich auf dem Zertifikat steht. Üblich ist hierbei, die Kombination aus Mandarin (Hochchinesisch) und Englisch zu verwenden.
- Es ist auf der Konformitätserklärung für die einzelnen Baugruppen mit den genannten Stoffrestriktionen und die Verpackung anzugeben, ob die Grenzwerte eingehalten werden oder nicht. Eine Überschreitung der Grenzwerte ist nach SJ/T 11363-2006 (Stand 16. Oktober 2014) unproblematisch. Diese muss lediglich im Zertifikat deklariert werden.
- Die SJ/T 11363-2006 (China RoHS) ermöglicht es dem Hersteller des Produktes bisher, die Konformität mit der Bestimmung selbst zu deklarieren.

## Etikettierung / Konformitätslabel-Varianten der SJ/T 11363-2006 (China RoHS)

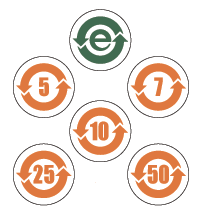
Beispiele für Labels für ChinaRoHS konforme und nicht konforme Geräte

An den Baugruppen oder dem kompletten Gerät, sowie deren Verpackungen ist ein Logo anzubringen, das die Konformität mit der SJ/T 11363-2006 (China RoHS) belegt.
Ein grünes (alternativ schwarzes) Logo wird verwendet, sofern das Gerät die Grenzwerte der reglementierten Inhaltsstoffe einhält.
Andernfalls ist ein oranges (alternativ schwarzes) Logo mit einer ein- oder zweistelligen Zahl anzubringen, die angibt, wie viele Jahre das Produkt bestimmungsgemäß verwendet werden kann, bevor die Gefahr besteht, dass die enthaltenen, in ihrer Konzentration reglementierten Stoffe austreten und dabei eine Gefahr für Umwelt und Gesundheit darstellen (Environmentally friendly use period – EFUP).
Da die Bestimmung der EFUP nicht exakt ist und eine uneinheitliche Angabe von verschiedenen Bauelementeherstellern zu erheblichen Problemen für Gerätehersteller führen würden, versuchten schon etwa 2014 die Wirtschaftsverbände (in Deutschland), alle Hersteller zu einer einheitlichen Angabe von 50 Jahren zu bewegen.

## Zeitablauf der China RoHS relevanten Bestimmungen
- 1. Juli 2016: China RoHS 2 tritt in Kraft; sie umfasst mehr elektronische und elektrische Produkte als die erste Verordnung.[3]
- 29. September 2009: First List of Controlled Electronic Information Products
- 10. Oktober 2008: Procedure for Development of the Key Administrative Catalog for the Pollution Control of Electronic Information Products
- 6. November 2006: SJ/T 11363-2006, Standard of Concentration Limits for Certain Hazardous Substances in Electronic Information Products
- 6. November 2006: SJ/T 11364-2006, Standard of Marking for Control of Pollution Caused by Electronic Information Products
- 6. November 2006: SJ/T 11365-2006, Standard of Testing Methods for Hazardous Substances in Electronic Information Products
- 20. Juni 2006: GB/Z 20288-2006, General Disassembly Requirements for Testing Hazardous Substances in. Electrical and Electronic Products
- 28. Februar 2006: Management Measures for the Prevention and Control of Pollution from Electronic Information Product
- 18. September 2001: GB/T 18455-2001, Packaging Recycle Mark

## Substanzen nach SJ/T 11363-2006 (China RoHS)
Einige der in der Elektrotechnik verwendeten Substanzen gelten als höchst umweltgefährdend. Zum einen wirken sie toxisch, zum anderen können sie von der Umwelt nicht oder nur schlecht abgebaut werden. Aus diesem Grund soll durch die China RoHS der Eintrag dieser Substanzen in die Umwelt minimiert werden. Hiervon betroffen sind:
1. Blei (Pb), 0,1 %
2. Quecksilber (Hg), 0,1 %
3. Cadmium (Cd), 0,01 %
4. sechswertiges Chrom (Cr+6), 0,1 %
5. Polybromierte Biphenyle (PBB), 0,1 %
6. Polybromierte Diphenylether (PBDE), 0,1 %

Die Prozentangaben stellen die zulässige Höchstkonzentrationen in homogenen Werkstoffen in Gewichtsprozent dar. Nach SJ/T 11363-2006 (China RoHS) spielt es keine Rolle, ob das Produkt die Höchstgrenzen einhält oder nicht. Es ist in der aktuellen Version (Stand: 27. Oktober 2014) lediglich notwendig, den Istzustand bezüglich der genannten Schadstoffe zu deklarieren.

## Grenzwerte nach SJ/T 11363-2006 (China RoHS)
| Einteilung des Materials/Baugruppe | Materialdefinition/Baugruppe | Mindestvoraussetzungen |
| ---------------------------------- | --- | --- |
| EIP-A                              | Beliebiges homogenes Material, aus EIP | The contents of lead, mercury, hexavalent chromium, polybrominated biphenyl, polybrominated diphenyl ether (exclusive of decabromodiphenyl ether) in this category shall not exceed 0.1% and the content of cadmium shall not exceed 0.01%.          |
| EIP-B                              | Metallische Beschichtungen eines Teils, aus EIP | The hazardous substances including lead, mercury, cadmium, hexavalent chromium in this category shall not be added intentionally |
| EIP-C                              | Kleine Komponenten oder Materialien welche nicht weiter demontiert werden können unter den Bedingungen in EIP. Sie beziehen sich im Allgemeinen auf Produkte kleiner, gleich 4 mm³ in der Größe. | In dieser Kategorie darf der Anteil von Blei, Quecksilber, sechswertigem Chrom, polybromierte Biphenyle, polybromierte Diphenylether (ohne Decabromdiphenylether) 0,1 % nicht überschreiten. Der Anteil von Cadmium darf 0,01 % nicht überschreiten. |

EIP = electronic information product
Es ist davon auszugehen, dass in der nächsten Version der Richtlinie, wie in der entsprechenden EU-Richtlinie, die erlaubte Überschreitung der Grenzwerte zeitlich beschränkt, bzw. Ausnahmen, die dann nur noch für bestimmte Anwendungen gelten, eingeführt werden.
Ausnahmen sind aktuell jedoch nicht notwendig, da der Hersteller in der bisherigen Version der Richtlinie lediglich deklarieren muss, welche der Komponenten des Gerätes die Grenzwerte einhält und welches nicht (Stand 14. Oktober 2014).

## Unterschiede zwischen SJ/T 11363-2006 (China RoHS) und der 2002/95/EG (EG RoHS 1), 2011/65/EU (EU RoHS 2)
SJ/T 11363-2006, (China RoHS):
- Zertifikat in Hochchinesisch gefordert
- neben elektronischen Baugruppen/Geräten werden auch Verpackungen von der Verordnung erfasst[2]
- keine Ausnahmegenehmigungen für Produkte die für bestimmte Zwecke eingesetzt werden
- zwei verschiedene Labelvarianten (grünes Label für Geräte die alle Grenzwerte einhalten, oranges Label mit Jahresangabe für Geräte, die nicht alle Grenzwerte einhalten)
- es ist im Falle der Überschreitung der Grenzwerte lediglich erforderlich, diese zu deklarieren

2002/95/EG (EG RoHS 1),  2011/65/EU (EU RoHS 2):
- keine Forderung bezüglich der verwendeten Zertifikatssprache, üblich sind zweisprachige Zertifikate (Landessprache des Herstellers und Englisch)
- es werden keine Verpackungen der elektronischen Baugruppen/Geräten von der Verordnung erfasst
- verschiedene, zum Teil zeitlich befristete, Ausnahmegenehmigungen für bestimmte Einsatzzwecke des Produktes
- nur eine Labelvariante (für Geräte die die Grenzwerte einhalten; Geräte, die die Grenzwerte nicht einhalten, erhalten kein Label)
- Einhaltung bestimmter Grenzwerte ist gefordert, sofern das Produkt und seiner Anwendung nicht unter eine der zumeist zeitlich befristeten Ausnahmeregelungen fällt